# Gaworzyce (gemeente)
De gemeente Gaworzyce is een landgemeente in het Poolse woiwodschap Neder-Silezië, in powiat Polkowicki.
De zetel van de gemeente is in Gaworzyce.
Op 30 juni 2004 telde de gemeente 3872 inwoners.

## Oppervlaktegegevens
In 2002 bedroeg de totale oppervlakte van gemeente Gaworzyce 76,99 km², waarvan:
- agrarisch gebied: 61%
- bossen: 17%

De gemeente beslaat 9,87% van de totale oppervlakte van de powiat.

## Demografie
Stand op 30 juni 2004:
| Omschrijving                   | Totaal | Totaal | Vrouwen | Vrouwen | Mannen | Mannen |
| ------------------------------ | ------ | ------ | ------- | ------- | ------ | ------ |
| eenheid                        | aantal | %      | aantal  | %       | aantal | %      |
| inwoners                       | 3872   | 100    | 1952    | 50,4    | 1920   | 49,6   |
| bevolkingsdichtheid (inw./km²) | 50,3   | 50,3   | 25,4    | 25,4    | 24,9   | 24,9   |

In 2002 bedroeg het gemiddelde inkomen per inwoner 1283,94 zł.

## Plaatsen
- Gaworzyce
- Dalków
- Dzików
- Gostyń
- Grabik
- Kłobuczyn
- Korytów
- Koźlice
- Kurów Wielki
- Mieszków
- Śrem
- Witanowice
- Wierzchowice

## Aangrenzende gemeenten
Niegosławice, Przemków, Radwanice, Żukowice